# William Lisle Bowles
William Lisle Bowles (24 de setembre de 1762 - 7 d'abril de 1850) va ser un poeta, clergue i crític britànic.

## Biografia
Va néixer a King 's Sutton, al comtat de Northamptonshire. Va estudiar en el Winchester College i més tard al Trinity College de la Universitat d'Oxford.
En 1789, va publicar la seva primera obra, Fourteen Sonnets, que va ser ben rebuda pel públic i més va suposar una influència per a altres poetes com Robert Southey, Samuel Taylor Coleridge i William Wordsworth.
En 1806, va publicar una edició amb notes de la feina Alexander Pope i un assaig, en el qual s'estableixen els cànons determinats pel que fa a les imatges poètiques que, a excepció d'algunes modificacions, han estat reconeguts com a veritables i valuosos, però que en el moment van rebre una forta oposició dels admiradors de Pope i el seu estil. Bowles manté que les imatges extretes de la natura són poèticament més boniques que les que procedeixen de l'art i que en els més alts tipus de poesia, els temes o les passions han de ser manejats d'una manera general o elemental i no les formes transitòries de qualsevol societat.

## Obres
- Fourteen Sonnets (1789)
- The Spirit of Discovery (1804)
- The Missionary (1815)
- The Grave of the Last Saxon (1822)
- St John in Patmos (1833)